# Juzennecourt
Juzennecourt é uma comuna francesa na região administrativa de Grande Leste, no departamento de Haute-Marne. Estende-se por uma área de 11,87 km². Em 2010 a comuna tinha 218 habitantes (densidade: 18,4 hab./km²).